# Gold Fields St Ives Tennis International 2009
Il Gold Fields St Ives Tennis International 2009 (Australia F10 Futures 2009) è stato un torneo di tennis facente parte della categoria ITF Men's Circuit nell'ambito dell'ITF Men's Circuit 2009. Il torneo si è giocato a Kalgoorlie in Australia dal 23 al 29 novembre 2009 su campi in cemento.

## Vincitori

### Singolare
John Millman ha battuto in finale  Matthew Ebden con il punteggio di 6–2, 7–6(1)

### Doppio
Brydan Klein /  Robert Smeets hanno battuto in finale  Dane Propoggia /  Matt Reid con il punteggio di 6–3, 7–6(5)